# Gouania mangarevica
Gouania mangarevica är en brakvedsväxtart som beskrevs av Francis Raymond Fosberg. Gouania mangarevica ingår i släktet Gouania och familjen brakvedsväxter. Inga underarter finns listade i Catalogue of Life.